# Offerle (Kansas)
Offerle es una ciudad ubicada en el condado de Edwards en el estado estadounidense de Kansas. En el año 2010 tenía una población de 199 habitantes y una densidad poblacional de 284,29 personas por km².

## Geografía
Offerle se encuentra ubicada en las coordenadas 37°53′28″N 99°33′35″O / 37.89111, -99.55972 (37.891067, -99.559646).

## Demografía
Según la Oficina del Censo en 2000 los ingresos medios por hogar en la localidad eran de $40,208 y los ingresos medios por familia eran $41,250. Los hombres tenían unos ingresos medios de $30,313 frente a los $23,125 para las mujeres. La renta per cápita para la localidad era de $14,549. Alrededor del 7.6% de la población estaban por debajo del umbral de pobreza.